# Lypusidae
Lypusidae es una oscura familia de lepidópteros tradicionalmente considerada monotípica (contiene solamente el género Lypusa con dos especies) y pertenece a la superfamilia Tineoidea.
Las investigaciones recientes han demostrado que Lypusa está, en realidad, tan estrechamente relacionada con Amphibastis - el género tipo de la subfamilia Amphisbatinae (o familia Amphisbatidae) - que estos grupos podrían fusionarse. ¿Qué nombre se aplicaría al grupo combinado - Amphisbatidae, Amphisbatinae, Lypusidae o Lypusinae - aún está por verse.